# Кейси (Вайоминг)
Кейси (англ. Kaycee, Wyoming) — город, расположенный в округе Джонсон (штат Вайоминг, США) с населением в 249 человек по статистическим данным переписи 2000 года.

## География
По данным Бюро переписи населения США город Кейси имеет общую площадь в 0,78 квадратных километров, водных ресурсов в черте населённого пункта не имеется.
Город Кейси расположен на высоте 1417 метров над уровнем моря.

## Демография
По данным переписи населения 2000 года в Кейси проживало 249 человек, 69 семей, насчитывалось 103 домашних хозяйств и 121 жилой дом. Средняя плотность населения составляла около 374 человек на один квадратный километр. Расовый состав Кейси по данным переписи распределился следующим образом: 97,99 % белых, 0,80 % — коренных американцев, 1,20 % — других народностей. Испаноговорящие составили 1,61 % от всех жителей города.
Из 103 домашних хозяйств в 36,9 % — воспитывали детей в возрасте до 18 лет, 57,3 % представляли собой совместно проживающие супружеские пары, в 6,8 % семей женщины проживали без мужей, 33,0 % не имели семей. 31,1 % от общего числа семей на момент переписи жили самостоятельно, при этом 12,6 % составили одинокие пожилые люди в возрасте 65 лет и старше. Средний размер домашнего хозяйства составил 2,42 человек, а средний размер семьи — 3,04 человек.
Население города по возрастному диапазону по данным переписи 2000 года распределилось следующим образом: 28,1 % — жители младше 18 лет, 5,2 % — между 18 и 24 годами, 28,1 % — от 25 до 44 лет, 26,5 % — от 45 до 64 лет и 12,0 % — в возрасте 65 лет и старше. Средний возраст жителей составил 37 лет. На каждые 100 женщин в Кейси приходилось 90,1 мужчин, при этом на каждые сто женщин 18 лет и старше приходилось 84,5 мужчин также старше 18 лет.
Средний доход на одно домашнее хозяйство в городе составил 33 056 долларов США, а средний доход на одну семью — 40 250 долларов. При этом мужчины имели средний доход в 25 833 доллара США в год против 21 875 долларов среднегодового дохода у женщин. Доход на душу населения в городе составил 16 584 доллара в год. 10,9 % от всего числа семей в округе и 14,6 % от всей численности населения находилось на момент переписи населения за чертой бедности, при этом 8,6 % из них были моложе 18 лет и 33,3 % — в возрасте 65 лет и старше.